# 坂口財閥
坂口財閥（さかぐちざいばつ）は、鳥取県米子市の地方財閥。坂口家は、藩政時代“沢屋”と称し、綿、木綿仲買業を営んでいたが、初代坂口平兵衛が、“坂口財閥”と呼ばれるように家業を発展させた。坂口財閥といえば、戦前は全国的にもよく知られた存在だった。

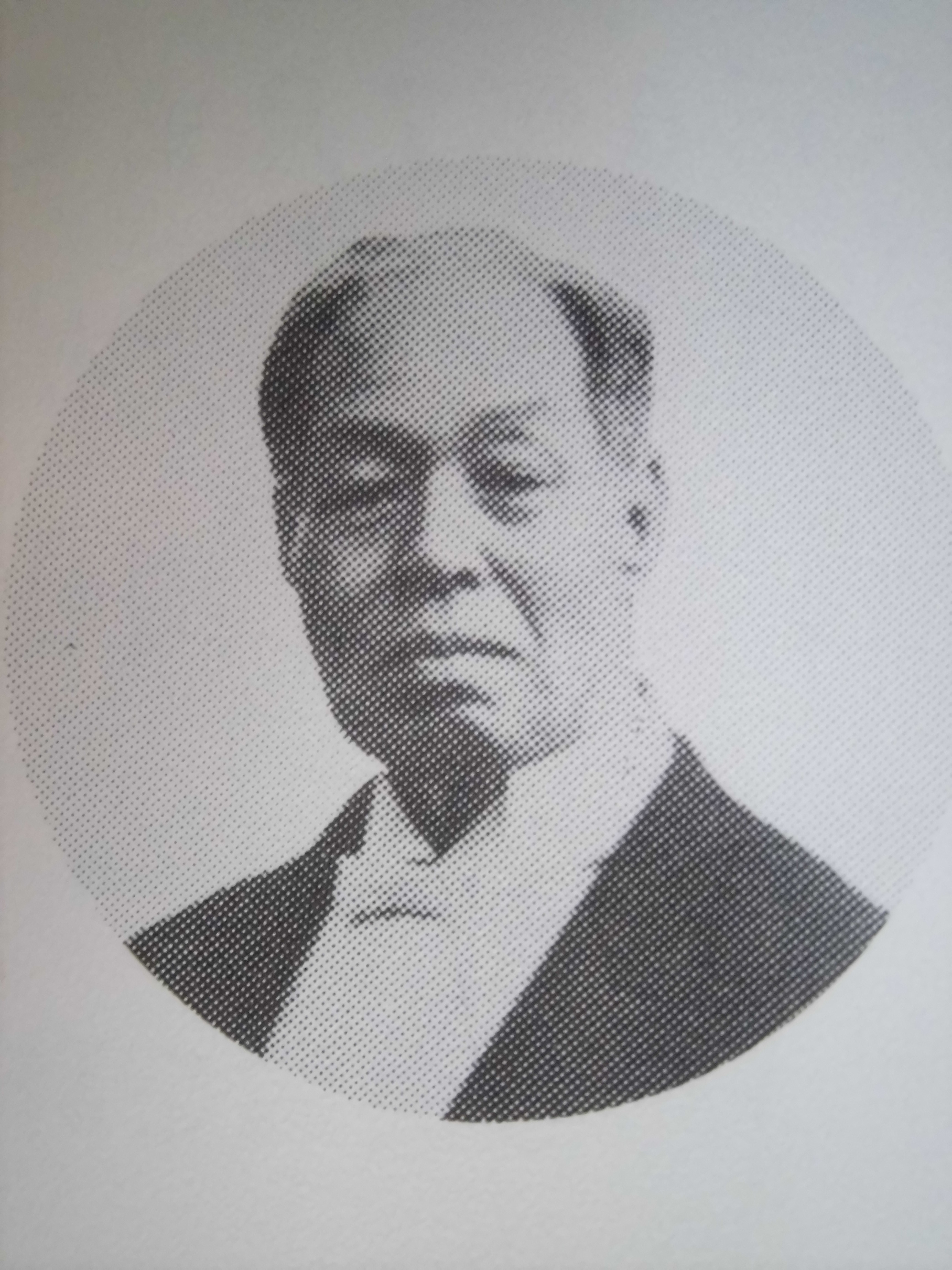
初代坂口平兵衛

## 歴史

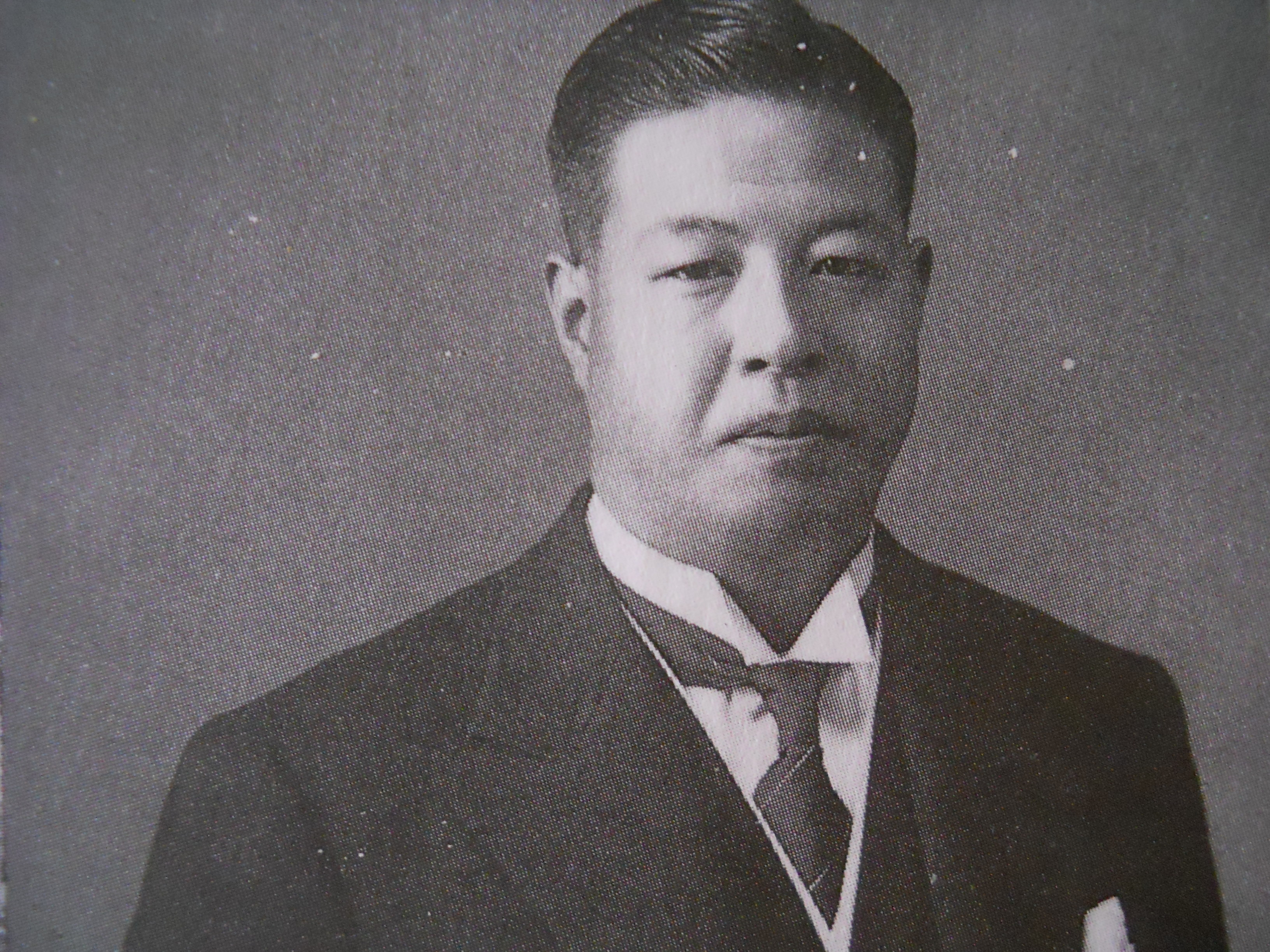
2代目坂口平兵衛

坂口家は、その来歴は不確かな部分が多いという。ただ、経営史学者の森川英正は『地方財閥』で1881年（明治14年）に家督を継ぎ、坂口家興隆の礎を築いた明治時代初期の当主・坂口平兵衛を初代としている。
初代・平兵衛は、1885年（明治18年）頃に松方デフレで地価が暴落すると、積極的に土地を買い入れ巨利を得、その富を多くの事業に投資して財閥を築き上げたという。まず、1888年（明治21年）に米子紡績会社を設立して製糸紡績業に進出。1894年には米子銀行（現・山陰合同銀行）を設立し銀行業に手を広げ、1904年には官営広島鉄山の払い下げを受け、鉄鋼業に進出した。さらに、水力発電の必要性に着目し、1907年に山陰電気を設立した。これら以外にも、米子汽船、米子倉庫、桔梗屋呉服店などが坂口家傘下の事業として認められるという。

### 戦後
坂口家傘下で比較的大規模な企業は、戦前すでに他社との合併で坂口家から離れつつあり、戦後はほとんど坂口家の手から離れてしまった。現当主である4代目は、坂口合名会社社長を務め、2021年（令和3年）3月に平兵衛を襲名した。

## 史料
1940年（昭和15年）の『日本海新聞』に「古老に聴く弓浜半島」と題した記事があり、明治初年頃の綿作について以下の話を載せている。
「当時弓浜は見渡す限りの綿畑で、秋の収穫期には島根県からことに石州から常男や傭女が働きに来ていた。一日の給金は綿百匁（明治30年頃では8銭か12銭）で大体半期奉公で16円から18円貰って帰ったものである。綿の販路は大部分が米子から津山を経て出ていった。北国船がニシンカス、魚肥を持って来て、冬の間境港に碇泊して綿を買集め航路がつくと北国へ向ったものだ。
一代で米子の大富豪となった初代の坂口平兵衛さんも若い時は籠を背に負い“綿はないかいなー”と一軒一軒朝早くから弓浜の農家を草鞋ばきで歩いたものだ。」